# Washington Open 1989
Il 'Washington Open 1989, noto come Sovran Bank Classic per motivi di sponsorizzazione, è stato un torneo di tennis giocato sul cemento. È stata la 21ª edizione del torneo e faceva parte del Nabisco Grand Prix 1989. Si è giocato al William H.G. FitzGerald Tennis Center di Washington negli Stati Uniti dal 24 al 30 luglio 1989.

## Campioni

### Singolare maschile
Tim Mayotte ha battuto in finale  Brad Gilbert con il punteggio di 3–6, 6–4, 7–5

### Doppio maschile
Neil Broad /  Gary Muller hanno battuto in finale  Jim Grabb /  Patrick McEnroe con il punteggio di 6–7, 7–6, 6–4